# Mykola Tomin
Mykola Mykolajowytsch Tomin (ukrainisch Мико́ла Микола́йович То́мін, russisch Николай Николаевич Томин, Nikolai Nikolajewitsch Tomin; * 29. Dezember 1948 in Saporischschja, Ukrainische SSR) ist ein ehemaliger sowjetisch-ukrainischer Handballspieler.

## Karriere
Mykola Tomin spielte für den ukrainischen Verein SII Saporischschja und für den russischen Verein ZSKA Moskau. Mit ZSKA gewann der 1,78 m große Handballtorwart 1976, 1977, 1978, 1979, 1980, 1982 und 1983 die sowjetische Meisterschaft. Im Europapokal der Landesmeister 1976/77 unterlag das Team im Endspiel gegen Steaua Bukarest mit 20:21. Im Europapokal der Landesmeister 1982/83 scheiterte man in den Finalspielen nach einer 15:19-Heimniederlage und einem 14:13-Sieg im Rückspiel am VfL Gummersbach.
1975 und 1979 siegte er bei der Völker-Spartakiade.
Mit der sowjetischen Nationalmannschaft gewann Tomin bei den Olympischen Spielen 1976 in Montreal die Goldmedaille. Für diesen Erfolg erhielt er die Auszeichnung Verdienter Meister des Sports der UdSSR. Bei der Weltmeisterschaft 1978 in Dänemark verlor man das Finale gegen Deutschland. Bei den Olympischen Spielen 1980 in Moskau gewann er mit der Auswahl die Silbermedaille. Insgesamt bestritt er 128 Länderspiele.
Tomin erhielt die „Medaille für herausragende Leistungen im Bereich Arbeit“ („За трудовое отличие“).